# Almensilla
Almensilla é um município da Espanha, na província de Sevilha, comunidade autónoma da Andaluzia. Tem 14,31 km² de área e em 2021 tinha 6 287 habitantes (densidade: 439,3 hab./km²). Pertence à Comarca Metropolitana de Sevilla, limitando com os municípios de Bollullos de la Mitación, Coria del Río, Mairena del Aljarafe,Palomares del Río e La Puebla del Río